# Chrysolina atrovirens
Chrysolina atrovirens es un coleóptero de la familia Chrysomelidae.
Fue descrita científicamente en 1876 por Frivaldszky.